# Wood Buffalo, Alberta

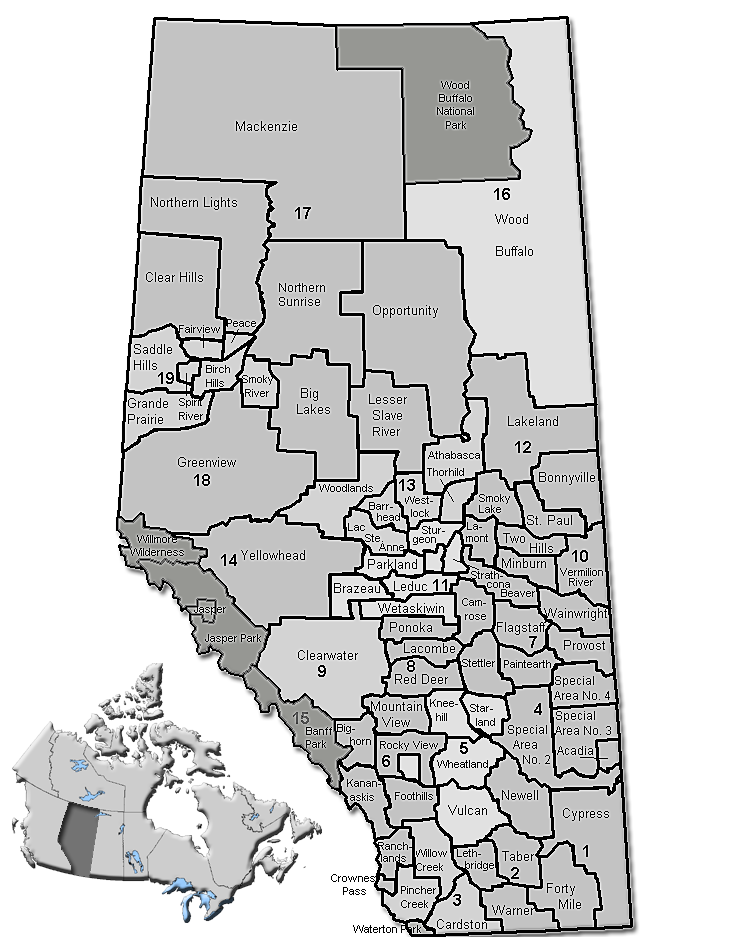
Pe hartă Wood Buffalo se află sus în colțul drept

Wood Buffalo este un district numit în engleză regional municipality. El este situat în colțul de nordest a provinciei canadiene Alberta. A luat ființă în anul 1995 având centrul în localitatea Fort McMurray, denumirea teritoriului este Improvement District 143. Districtul se întinde pe o suprafață de 68.454 km², fiind cel mai mare district din Canada. El avea în anul 2006 o populație de 79.810 locuitori, din care în mare parte trăiesc în localitatea Fort McMurray (64.441 loc.). Cea mai mare parte a districtului este nelocuită, cu regiuni de natură neatinsă de mâna omului. Ca zăcământ important se poate aminti petrolul care se află sub forma nisipurilor petrolifere.
Pe teritoriul districtului se află localitățile:
Anzac, Drapper, Fort Chipewyan, Fort Fitzgeral, Fort Mackay, Fort McMurray, Gregoire Lake Estates, Janvier, Mariana Lakes, Saprae Creek Estate.